# Omiodes scotaea
Omiodes scotaea là một loài bướm đêm thuộc họ Crambidae. Nó là loài đặc hữu của Oahu, Molokai và Hawaii.
Ấu trùng ăn Astelia veratroides. Nhộng dài khoảng 12 mm và có màu nâu nhạt đều.